# Giovanni Angelo Becciu
Giovanni Angelo Becciu (Pattada, 2 juni 1948) is een Italiaans geestelijke en een kardinaal van de Rooms-Katholieke Kerk, die werkzaam is geweest voor de Romeinse Curie. Hij is de eerste kardinaal die in Vaticaanstad is veroordeeld tot celstraf wegens corruptie.
Becciu studeerde theologie en filosofie en werd op 27 augustus 1972 priester gewijd. Hij bezocht hierna de Pauselijke Ecclesiastische Academie, de diplomatenopleiding van de Heilige Stoel, waar hij zijn studies bekroonde met een doctoraat in het kerkelijk recht. Hij trad in 1982 in dienst van het Staatssecretariaat van de Heilige Stoel. Hij werkte achtereenvolgens op de apostolische nuntiaturen in de Centraal-Afrikaanse Republiek, Soedan, Nieuw-Zeeland, Liberia, Frankrijk, het Verenigd Koninkrijk en de Verenigde Staten.
Becciu werd op 15 oktober 2001 benoemd tot apostolisch nuntius voor Angola en tot titulair aartsbisschop van Roselle. Hij werd op 1 december 2001 bisschop gewijd door Angelo Sodano, de kardinaal-staatssecretaris. In datzelfde jaar werd hij ook verantwoordelijk voor de betrekkingen van het Vaticaan met Sao Tomé en Principe. In juni 2009 benoemde paus Benedictus XVI hem tot nuntius in Cuba.
Becciu werd op 10 mei 2011 benoemd tot sostituto op het staatssecretariaat, waar hij werd belast met de leiding van de zogenaamde eerste afdeling, het Secretariaat voor Algemene Zaken van de Heilige Stoel, als opvolger van Fernando Filoni die was benoemd tot prefect van de Congregatie voor de Evangelisatie van de Volkeren.
Op 2 februari 2017 werd Becciu benoemd tot pauselijk vertegenwoordiger bij de Orde van Malta, met als opdracht te werken aan de geestelijke vernieuwing van de Orde. Deze aanstelling volgde op een conflict tussen de Orde van Malta en de Heilige Stoel, dat begon met de verwijdering door de grootmeester Matthew Festing van de grootkanselier Albrecht von Boeselager. Na ingrijpen van het Vaticaan bood de grootmeester, op verzoek van paus Franciscus, zijn ontslag aan en werden alle door hem vanaf 6 december 2016 genomen besluiten nietig verklaard. Daardoor kwam Von Boeselager opnieuw terug op zijn post als grootkanselier. De Orde verklaarde de pauselijke vertegenwoordiger met genoegen te zullen ontvangen.
Becciu werd tijdens het consistorie van 28 juni 2018 kardinaal gecreëerd. Hij kreeg de rang van kardinaal-diaken. Zijn titeldiakonie werd de San Lino.

## Financieel schandaal
Op 29 juni 2018 legde Becciu zijn werkzaamheden bij het Staatssecretariaat neer. Hij werd met ingang van 31 augustus 2018 benoemd tot prefect van de Congregatie voor de Heilig- en Zaligsprekingsprocessen.
Op 24 september 2020 nam Becciu, op verzoek van de paus, ontslag als prefect van de Congregatie voor de Heilig- en Zaligsprekingsprocessen. Bovendien werd meegedeeld dat hij afzag van zijn rechten als kardinaal, wat betekent dat hij niet zal deelnemen aan toekomstige conclaven, met inbegrip van een eventuele pausverkiezing. Hij werd ook ontheven van zijn opdracht als speciaal vertegenwoordiger van paus Franciscus bij de Orde van Malta.
Becciu's naam werd genoemd in verband met een poging om een mislukte investering van het Vaticaan in onroerend goed in Londen te verzwijgen in de boekhouding van het Vaticaan. In juli 2021 beval een rechter in Vaticaanstad de vervolging van tien mensen, onder wie Becciu, en vier bedrijven vanwege de omstreden vastgoedinvesteringen in Londen.
Deze zaak leidde tot de grootste die de wereldlijke rechtbank van Vaticaanstad behandelde en de eerste waarin een kardinaal terechtstond. Op 15 december 2023 werd Becciu in eerste aanleg door de rechtbank schuldig bevonden aan financiële verduistering en ambtsmisbruik en veroordeeld tot 5,5 jaar celstraf en een geldboete van achtduizend euro. Hij werd uitgesloten van publieke functies in de Kerk. Het werd bewezen geacht dat Becciu ook broers bevoordeeld had. Zes andere verdachten kregen eveneens celstraffen, twee kregen geldboetes en een werd vrijgesproken.
- Gemeinsame Normdatei: 1161355634
- Istituto Centrale per il Catalogo Unico: USSV017177
- Système universitaire de documentation: 223529192
- Virtual International Authority File: 150151836504820400465
- WorldCat: E39PBJkD68fB3dgxq9chwBgxjC